# Orange lansmossa
Orange lansmossa (Didymodon insulanus) är en bladmossart som först beskrevs av De Not., och fick sitt nu gällande namn av M. Hill.. Orange lansmossa ingår i släktet lansmossor, och familjen Pottiaceae. Enligt den finländska rödlistan är arten nationellt utdöd i Finland. Arten är reproducerande i Sverige. Artens livsmiljö är kalkstensklippor och kalkbrott.